# Ковалёв, Виталий Антонович
Виталий Антонович Ковалёв — советский хозяйственный, государственный и политический деятель.

## Биография
Родился в 1937 году в Москве. Член КПСС.
Окончил МИИТ.
До 1968 — начальник смены Метростроя, инструктор производственно-отраслевого парткома предприятий строительства и промышленности строительных, материалов города Москвы.
В 1968—1976 — заместитель начальника, начальник Управления производственных предприятий исполнительного комитета Московского городского Совета депутатов трудящихся.
В 1976—1986 — начальник Главного управления по монтажным и специальным строительным работам исполнительного комитета Московского городского Совета депутатов трудящихся.
Делегат XXV съезда КПСС.
Лауреат Государственной премии СССР.
Умер в 1986 году в Москве.

## Награды
- Орден Трудового Красного Знамени (дважды)
- Государственная премия СССР